# Дом-коммуна (Гомель)
Дом-коммуна (бел. Дом-камуна) — жилой дом, памятник советской архитектуры, расположенный в центре Гомеля по адресу проспект Ленина, 51. Является объектом Государственного списка историко-культурных ценностей Республики Беларусь.

## История
Здание было построено в 1929—1931 годах по проекту архитектора Станислава Даниловича Шабуневского для рабочих местного вагоноремонтного завода. Является примером поиска новых форм организации жилья и быта трудящихся в советской архитектуре 20—30-х годов. Один из первых в Белоруссии домов подобного типа, позднее похожий дом был возведён в Бобруйске.
Дом-коммуна стал первым в Гомеле зданием, оснащённым лифтом.
Во время немецкой оккупации Белоруссии в доме располагалось немецкое гестапо. В 1942 году в честь 25-й годовщины Великой Октябрьской революции советские патриоты водрузили над домом, который являлся самым высоким довоенным зданием Гомеля, красный флаг. В годы Великой Отечественной войны здание было разрушено. При восстановлении в 1946—1949 годах за основу была принята прежняя планировочная структура.
В 2008—2010 годах была осуществлена последний на данный момент реконструкция здания: его стены были укреплены металлическими сваями и кирпичом, заменены стеклопакеты, выполнены прочие работы. В настоящее время здание используется как жилое; на первом его этаже расположен ряд магазинов и организаций.

## Архитектура
Здание в плане имеет П-образную форму, главный его фасад выходит на проспект Ленина. Выразительность объёмно-пространственной композиции достигается сочетанием вертикальных 7-этажных объёмов, которые фланкируют центральный 6-этажный объём с боковыми крыльями. Главный и боковые фасады лишены архитектурного декора, а их пластика создаётся мерным ритмом оконных проёмов и чередованием лоджий и балконов.
На этажах со второго по шестой вдоль длинного коридора располагались жилые ячейки, в которые входили по 2—3 комнаты. На каждом этаже предусматривались комнаты отдыха, общие кухни и санузлы. Первый этаж по проекту предназначался для общих помещений жителей всего дома: столовой, библиотеки, детского сада и т. д.).